# 利雪区
利雪区（法語：Arrondissement de Lisieux）是法国诺曼底大区卡尔瓦多斯省所辖的一个区。总面积1756平方公里，总人口161593，人口密度92人/平方公里（2017年）。主要城镇为利雪。

## 辖区
利雪区辖有162个市镇。